# ZBD-04
ZBD-04 (Тип-04) — китайська плавуча бойова машина піхоти.

## Історія створення
У 2004 році на озброєння НВАК була прийнята гусенична бойова машина піхоти нового покоління «Тип 97» (індекс ZBD-97). Вперше машина була показана наприкінці 1990-х рр. і до останнього часу проходили її випробування і доведення.
Довгий час в КНР йшли розробки бойової машини піхоти, яка могла б супроводжувати на полі бою основні бойові танки, і на відміну від бронетранспортерів, які лише доставляють піхоту до рубежу атаки, могла б підтримувати піхоту бронею і вогнем, знищувала бронетехніку й інші цілі. Однак розробки машини, яка мала б і відносно добре бронювання, вогневу міць, а також високу рухливість, затягнулися, не досягнувши будь-яких великих успіхів. До 1980-х років становище дещо змінилося, коли на озброєння НВАК була прийнята БМП «Тип 86», скопійована з радянської машини першого покоління БМП-1 розробки 1960-х років. Китайці розглядали БМП «Тип 86» як проміжну машину, яка повинна була стояти на озброєнні до тих пір, поки не буде розроблена власна БМП. Але оскільки машина нового покоління все не з'являлася, китайським військовим довелося задовольнятися застарілою машиною, яку неодноразово модернізували, а також розробками, які були поєднанням колісних або гусеничних БТР національного виробництва із встановленими на них автоматичними гарматами.
Наприкінці 1990-х рр. КНР звернулася за допомогою до Росії, і в результаті була досягнута домовленість про постачання в Китай експортного варіанту бойових відділень російської БМП-3 з оригінальним двогарматним комплексом озброєння, які китайці мали намір встановлювати на гусеничне шасі власної розробки. Ймовірно, КНР була продана і ліцензія на виробництво нового бойового відділення.
Фотографія китайської БМП нового покоління вперше з'явилася у 2003 році. По ній було видно, що раніше невідома інформація про те, що китайці розробили БМП нового покоління, запозичивши технічні рішення у російської БМП-3, не підтвердилася. Нова китайська БМП «Тип 97» за своїми характеристиками близька до російської БМП-3, а їх вогнева міць — практично однакова. Машина плавуча, тому може бути прийнята на озброєння і сухопутних військ НВАК і морської піхоти.

## Опис конструкції

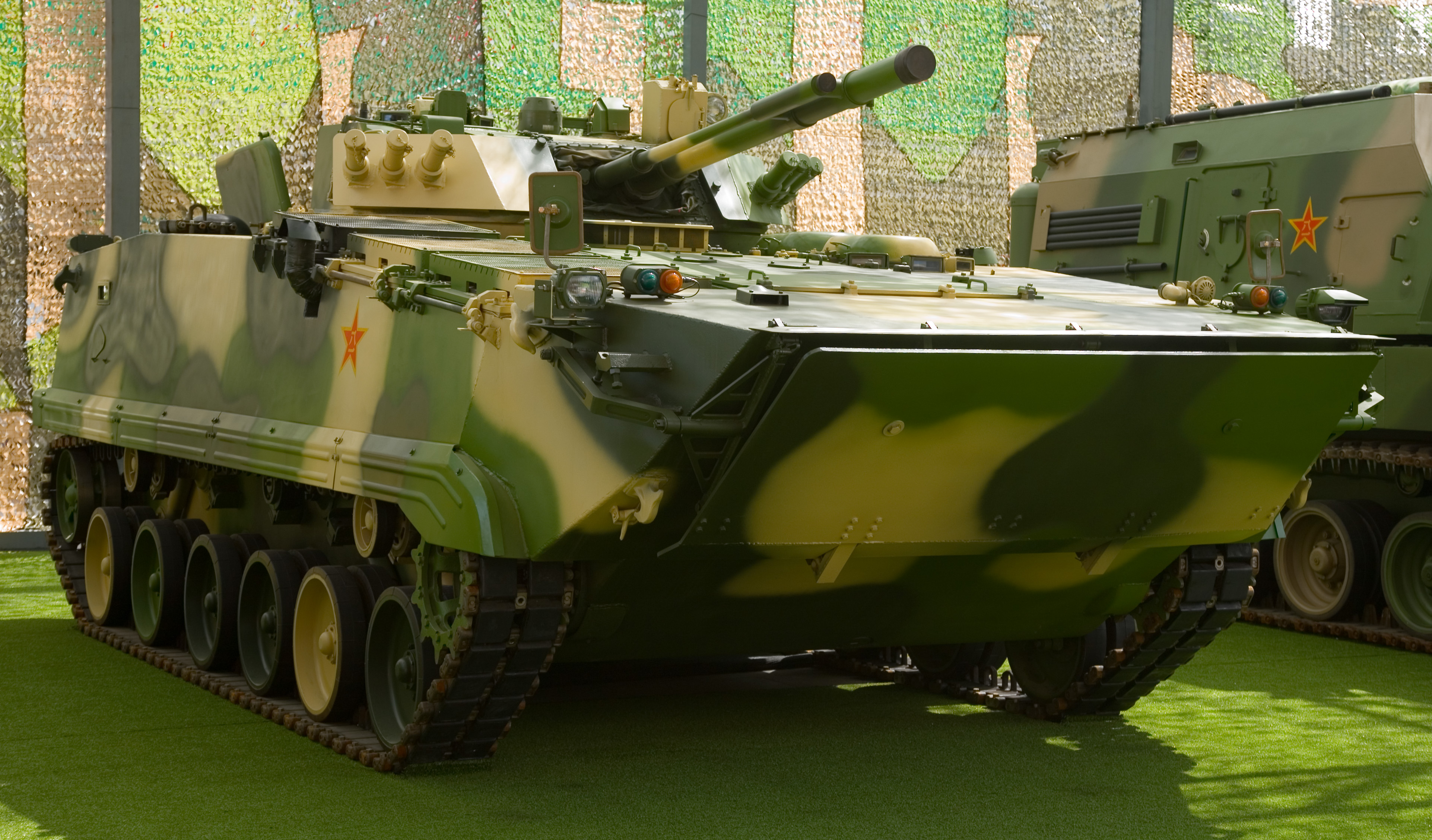
ZBD-04

На відміну від російської БМП-3, китайська машина має компонувальну схему з переднім розташуванням МТВ і заднім — десантного відділення, що є стандартним рішенням для всіх китайських ЛБМ. Компонування і зовнішній вигляд корпусу нагадують бронетранспортери «Тип 85» та «Тип 89». Верхня лобова деталь має великий кут нахилу. Місце механіка водія знаходиться спереду зліва. Навколо люка є три перископічних прилади спостереження. Позаду місця водія розташовано місце стрільця зі своїм люком в даху корпусу. По правому борту на дах корпусу виходять ґрати радіаторів і повітрязабірників моторного відділення. Бойове відділення з двомісною баштою розташоване в центрі корпусу і зміщене до корми. Башта трохи відрізняється від тієї, що встановлена на БМП-3. Екіпаж машини — 3 особи (механік-водій, навідник-оператор і командир), десант — 5..7 осіб.

## Модифікації

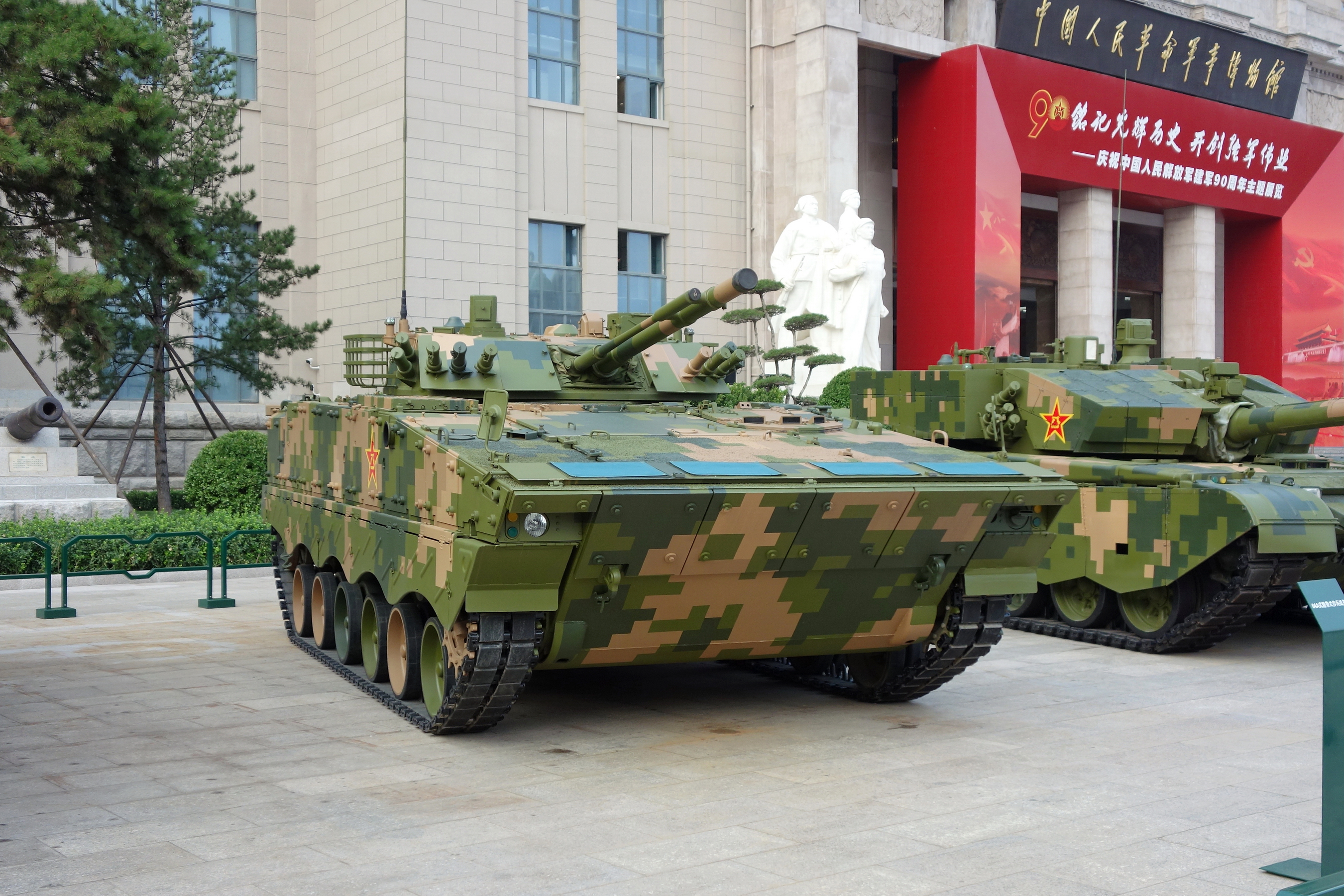
ZBD-04A

На базі БМП Тип 97 створені:
- ZBD-97 CP — командно-штабна машина
- ZBD-97 AMS — самохідна 120-мм мінометна система
- ZBD-97 ARV — броньована ремонтно-евакуаційна машина
- ZBD-97 REF — броньований паливозаправник переднього краю
- ZBD-97 ATGW — самохідний протитанковий ракетний комплекс з ПТКР HJ-11 (у розробці).

## На озброєнні
- КНР